# Norma Torres
Norma Judith Torres wcześniej Norma Judith Barillas (ur. 4 kwietnia 1965 w Escuintla w Gwatemali) – amerykańska polityczka, członkini Partii Demokratycznej.

## Działalność polityczna
Od 2000 była członkinią Rady Miasta Pomona, a następnie od 2006 do 2008 burmistrzynią tegoż miasta. Od 2008 do 2013 zasiadała w Zgromadzeniu Stanowym Kalifornii, a od 2013 w Senacie stanu Kalifornia. Następnie od 3 stycznia 2015 jest przedstawicielką 35. okręgu wyborczego w stanie Kalifornia w Izbie Reprezentantów Stanów Zjednoczonych.